# Воронцова, Дарья Андреевна
Дарья Андреевна Воронцова (20 марта 1993, Одесса) — украинская футболистка и игрок в мини-футбол, нападающая. Выступала за сборную Украины.

## Биография
Воспитанница одесской ДЮСШ № 9, также в юности выступала за ряд местных любительских команд по футболу и мини-футболу. Признавалась лучшим игроком городских турниров. Из-за отсутствия в Одессе профессиональной команды стала искать клуб в других городах, и осенью 2011 года выступала в футзале за «Злагода-Олимпик» (Днепропетровск).
В начале 2012 года перешла в российский клуб «Кубаночка». Дебютный матч в высшей лиге России сыграла 26 апреля 2012 года, заменив на 76-й минуте Снежану Кемрюгову. Свой первый гол в России забила 28 мая 2012 года в ворота «Рязань-ВДВ». Всего за три неполных сезона сыграла в российской лиге 36 матчей, забив 7 голов. В 2014 году также была в составе «Кубаночки», но ни разу не вышла на поле.
В начале 2015 года была на просмотре в клубе «Ятрань-Базис» («Пантеры») из Умани, в составе которого участвовала в зимнем первенстве Украины и сыграла 1 матч в высшей лиге национального чемпионата. О дальнейших выступлениях сведений нет[уточнить].
Выступала за молодёжную сборную Украины. В 2012 году включена в состав национальной сборной, за которую в официальных турнирах в 2012—2013 годах сыграла не менее 5 матчей. Стала автором одного гола — 15 сентября 2012 года в ворота сборной Белоруссии.